# Kitty Marion
Marion Kitty, nome di battesimo Katherine Marie Schäfer (Rietberg, 12 marzo 1871 – New York, 9 ottobre 1944), è stata un'attivista e attrice tedesca naturalizzata inglese, fu attiva all'interno del movimento suffragista e a quello del controllo sulle nascite. Intraprese la carriera di attrice di music hall che fu costretta ad abbandonare per le molestie sessuali subite e per i continui arresti a seguito dei suoi atti di dissenso. Fu detenuta per sette volte, e durante il periodo trascorso in carcere manifestò la sua protesta praticando lo sciopero della fame, subendo per questo l'imposizione della pratica dell'alimentazione forzata.

## Biografia
Nata nel paese di Rietberg in Germania, perse sua madre in giovanissima età e rimase con il padre, di carattere particolarmente violento, per questo motivo abbandonò la casa paterna nel 1886 per accettare l'invito di sua zia a raggiungerla nella sua casa nell'East End di Londra. Nel 1889 Marion fuggì dall'ambiente asfissiante e sovraffollato degli zii e trovò lavoro come ballerina di teatro negli spettacoli di pantomima. Il suo primo incarico fu come ragazza del coro nel Robinson Crusoe presso il Theatre Royal di Glasgow. Dopo aver ottenuto discreti successi come cantante, iniziò ad avere alcuni ruoli minori, come nella commedia del celebre George Edwardes Kitty Grey del 1901.

La sua carriera teatrale, tuttavia, subì un arresto immediato quando si rifiutò di cedere alle molestie sessuali di un agente teatrale, di cui non abbiamo l'identità precisa (Nelle sue memorie, che sono state digitalizzate, l'attrice parla sprezzantemente di un generico Mr. Dreck), il quale, come ritorsione, ne ostacolò la scrittura all'interno del mondo del music hall. Come reazione a questa forma di violenza contro le attrici nel mondo dello spettacolo di cui aveva avuto esperienza diretta, Kitty Marion si unì nel 1906 al sindacato degli attori teatrali confederato con la Variety Artistes' Federation (VAF), all'interno del quale si fece immediatamente portavoce contro le vessazioni ed i ricatti di natura sessuale perpetrati contro le attrici da parte degli agenti teatrali e di altre figure di rilievo all'interno del mondo dello spettacolo. In quello stesso anno si rese celebre ad un più vasto pubblico per aver inviato una lettera di replica contro un articolo pubblicato sul quotidiano londinese London Era nel quale si denunciavano l'infedeltà e la scarsa moralità delle attrici di teatro e di music hall. La reazione fu vasta e nel giro delle successive sei settimane molte altre attrici scrissero per testimoniare e denunciare a loro volta le loro esperienze negative fatte di molestie sessuali e di maltrattamenti psicologici e morali.